# Womannequin
Womannequin es el primer álbum o extended play de la cantante inglesa Natalia Cappuccini, conocida hoy como Natalia Kills. Fue lanzado en 2007 en su versión «demo» en la página MySpace del artista, puesto a disposición de los usuarios en escucha libre entonces oficialmente en 2008 como descarga digital en algunas plataformas. Contiene cinco canciones y fue escrito y producida enteramente por el cantante cuando ella aún estaba en proceso de componer canciones para el cine·. El único sencillo que ha sido tomado del álbum es la canción Real Woman, que tienen también un videoclip. Este disco va a atraer la atención del bloguero estadounidense Perez Hilton quien habló de Natalia en su blog. Desde ese momento, sus canciones se escucharon a más de 2 millones de veces, lo que lleva a la primera posición en el ranking de los artistas de MySpace independientes más conocidos. Con este impacto, ofrece para los conciertos y los festivales se han propuesto a Natalia que tuvo que mudarse a Los Ángeles donde comenzó a ser abordado por productores y etiquetas con contratos así como el DJ y productor will.i.am, cuya atención también se sintió atraído por Wommanquin, para iniciar una carrera real.

## Lista de canciones
| N.º | Título               | Escritor(es)       | Productor(s) | Duración |  |
| 1.  | «Real Woman»         | Natalia Cappuccini | Cappuccini   | 4:10     |  |
| 2.  | «Numerology»         | Natalia Cappuccini | Cappuccini   | 3:07     |  |
| 3.  | «Body Body Language» | Natalia Cappuccini | Cappuccini   | 4:09     |  |
| 4.  | «Chivarly Is Dead»   | Natalia Cappuccini | Cappuccini   | 4:16     |  |
| 5.  | «Plain Jane»         | Natalia Cappuccini | Cappuccini   | 4:21     |  |